# Les Droites
Les Droites, culminant à 4 000 m, sont un sommet du massif du Mont-Blanc dans les Alpes françaises. Elles présentent deux sommets : le sommet est (point culminant, 4 000 m) et le sommet ouest (3 984 m) séparés par la brèche des Droites.

## Géographie
Les Droites sont le moins élevé des 82 sommets de plus de 4 000 mètres d'altitude des Alpes. Elles sont situées sur l'arête qui court de l'aiguille Verte au Courtes, séparent le glacier d'Argentière du bassin de Talèfre.

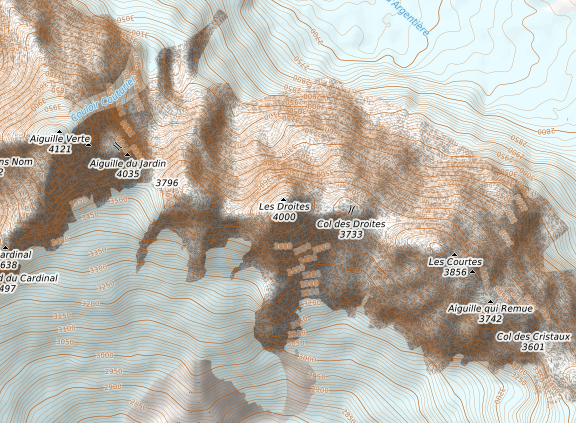
Carte topographique des Droites.

## Histoire
- 1876 - Sommet ouest par W. A. B. Coolidge avec Christian Almer et Ulrich Almer, le 18 juillet
- 1876 - Sommet est par Thomas Middlemore, John Oakley Maund, Henri Cordier avec Johann Jaun et Andreas Maurer, le 7 août
- 1904 - Hans Pfann et Ludwig Distel font la première traversée des Droites, du sommet ouest au sommet est, le 17 août[3]
- 1905 -  Première traversée dans le sens est-ouest par Joseph Ravanel avec Émile Fontaine et Léon Tournier, le 15 août[4]
- 1930 - Bobi Arsandaux et Jacques Lagarde ouvrent une nouvelle voie sur le couloir nord-est (face nord), le 31 juillet[3], dix-sept tentatives furent nécessaires pour venir à bout de ce long couloir de neige et de glace (voie no  5 sur l'illustration du versant nord-est ci-dessous)
- 1937 - Charles Authenac et Fernand Claret-Tournier gravissent pour la première fois l'éperon nord-est, le 21 juillet[3], après trente-huit heures d'escalade quasi-ininterrompue (voie no  7 sur l'illustration du versant nord-est ci-dessous)
- 1952 - Jean Couzy et R. Salson font une nouvelle voie sur l'éperon nord-ouest[3](voie no  2 sur l'illustration du versant nord ci-dessous)
- 1955 - Maurice Davaille et Philippe Cornuau gravissent pour la première fois la face nord des Droites, le 10 septembre[3], après six jours d'ascension (voie no  3 sur l'illustration du versant nord ci-dessous)
- 1969 - Reinhold Messner accomplit le 20 juillet la 1re ascension en solitaire de la face nord des Droites (voie Davaille) en 8 heures ; cette voie, parcourue seulement trois fois avant lui, n'avait jamais été faite sans bivouac. C'était à l'époque la face nord la plus raide et la plus difficile du massif du Mont-Blanc.
- 1970 - C. Deck et S. Jouty ouvrent une directe sur l'éperon nord-est[3] (voie no  8 sur l'illustration du versant nord-est) et voie no  1 sur l'illustration du versant nord ci-dessous)
- 1973 - Première hivernale du couloir Lagarde par Walter Cecchinel et Michel Marchal (voie no  2 sur l'illustration du versant nord ci-dessous)
- 1975 - J.-M. Boivin et Patrick Gabarrou font la « voie de gauche » sur la face nord des Droites[3] (voie no  11 sur l'illustration du versant nord ci-dessous)
- 1983 - P. Barnoud, Bernard et François Marsigny ouvrent la voie de « l'extrême gauche » sur la face nord en plein mois de janvier.
- 2011 - Sébastien Ratel, Patrick Pessi et Rémi Sfilio ouvrent Ecaille épique dans  la face nord[5].

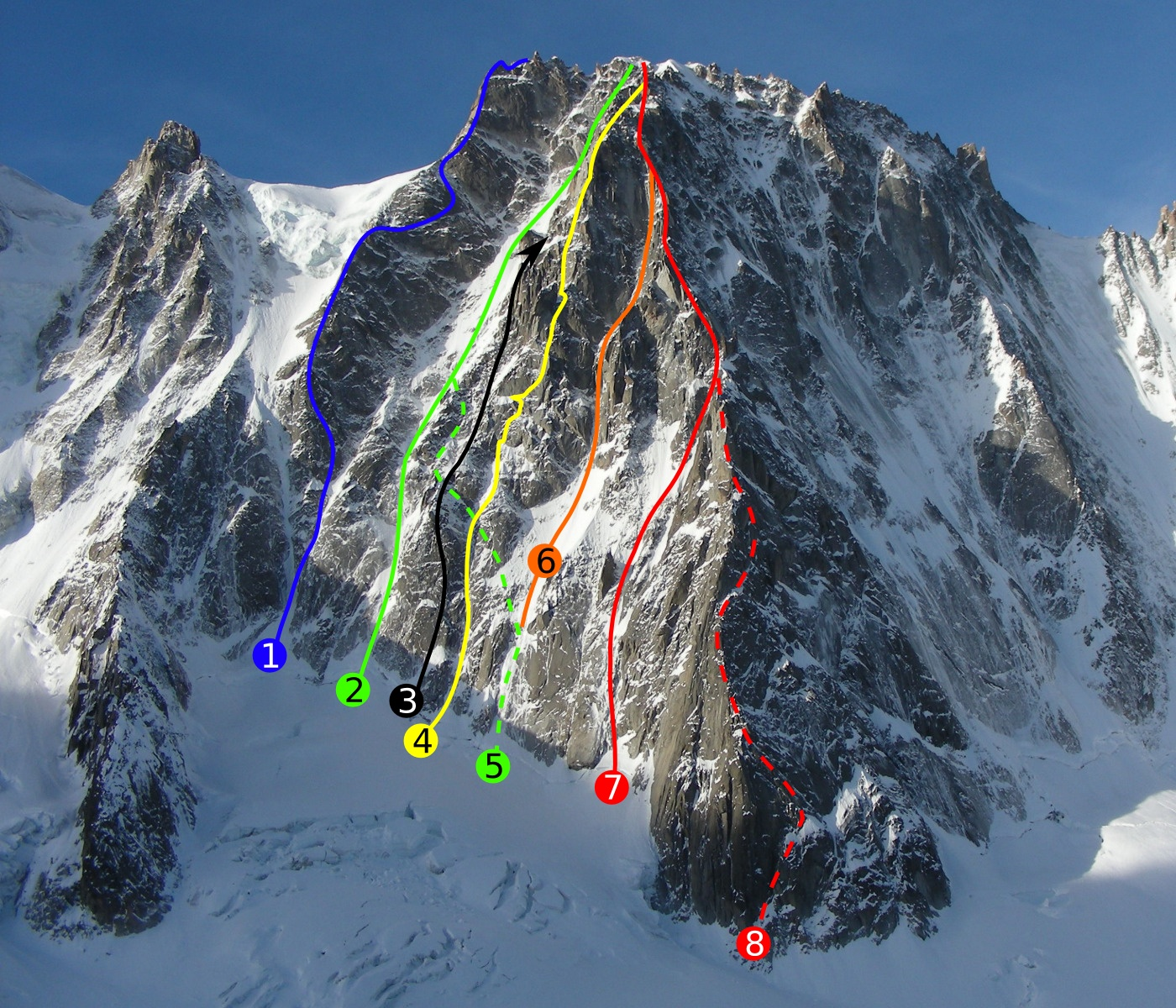
Itinéraires du versant nord-est des Droites
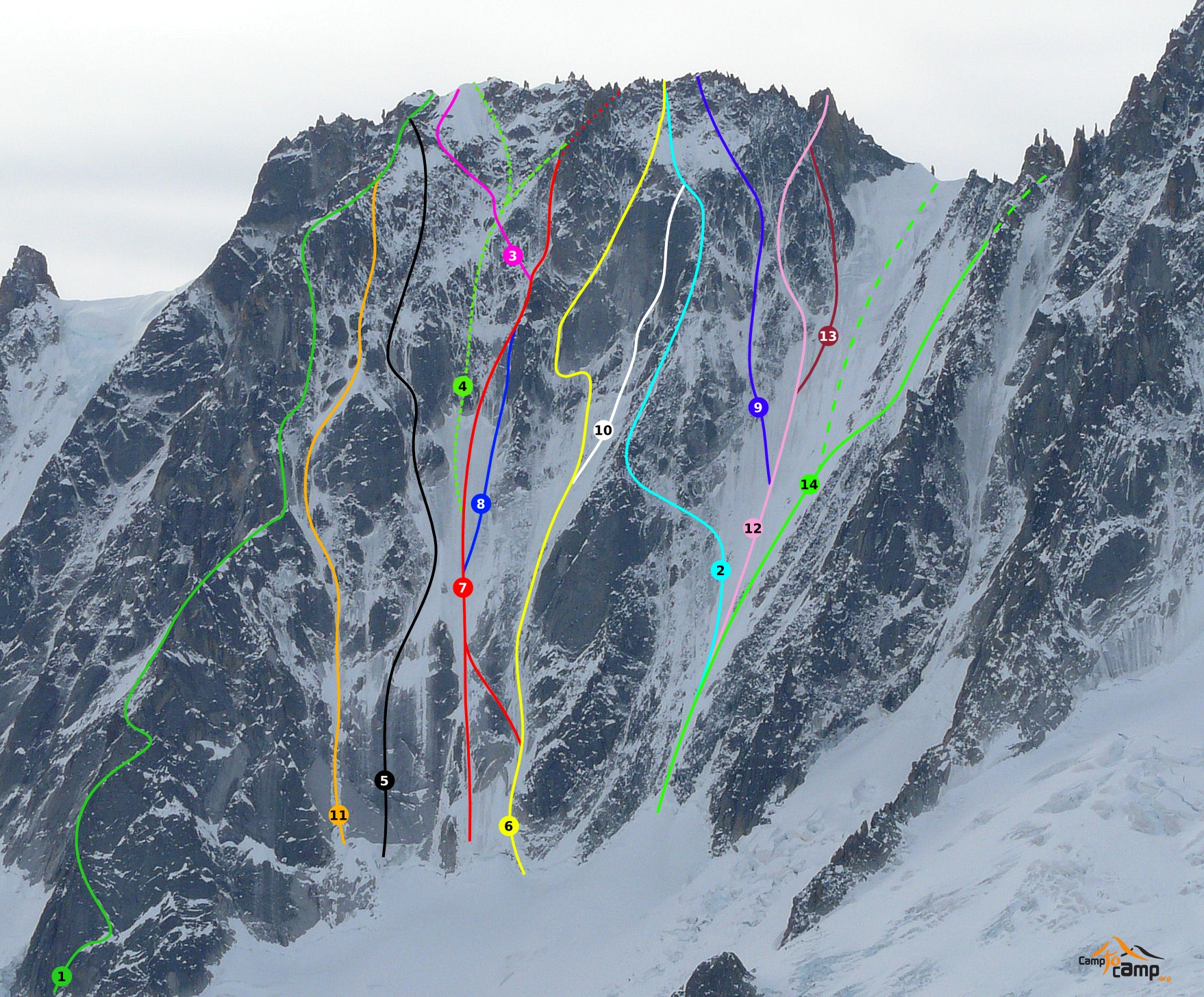
Itinéraires du versant nord des Droites

## Alpinisme
En alpinisme, les Droites doivent leur réputation aux grandes voies de la face nord haute de 1 060 m et d'une inclinaison moyenne de 60°. La voie historique d'ascension datant de 1955 est encore considérée l'une des plus grandes courses de glace des Alpes.

## Accès
- Refuge d'Argentière (2 771 m)
- Refuge du Couvercle (2 687 m)